# Branislav Jánoš
Branislav Jánoš (ur. 8 stycznia 1971 w Trenczynie) – słowacki hokeista, reprezentant Słowacji, dwukrotny olimpijczyk. Trener hokejowy.
Jego szwagrem był inny hokeista, Miroslav Hlinka (1972-2014).

## Kariera zawodnicza
- HK Dukla Trenczyn (1989-1997)
  -  Brynäs (1993)
  -  Team Gävle (1993)
- HC Zlín (1997-1998)
- HC Oceláři Trzyniec (1998-2002)
  -  Kapfenberger SV (2000)
- HKm Zvolen (2002-2003)
- Slovan Bratysława (2003-2006)
  -  HK Trnava (2004)
- Lausitzer Füchse (2006-2007)
- MsHK Žilina (2007-2008)
- HC Vítkovice (2008)
- HC 05 Banská Bystrica (2008-2010)
- MsHK Žilina (2007-2008)
- HK Dukla Trenczyn (2010-2011)
- ŠHK 37 Piešťany (2011-2012)
- GKS Tychy (2012-2013)
- MŠHK Prievidza (2013-2014)
- HK Puchov (2014/2015)
- MHK Dubnica nad Váhom (2016-)

Wychowanek klubu HK Dukla Trenczyn. Na początku kariery w barwach tego klubu jego partnerami w ataku byli Žigmund Pálffy i Róbert Petrovický w rozgrywkach mistrzostw Czechosłowacji. Później występował w drużynach słowackiej ekstraligi, 1. ligi słowackiej, szwedzkich Elitserien i Division 1, niemieckiej 2. Bundesligi, polskiej ekstraligi (od grudnia 2012 do końca sezonu 2012/2013 zawodnik GKS Tychy). Od sierpnia 2013 w klubie MŠHK Prievidza. W meczu ligowym 24 października 2013 doznał złamania obojczyka. Od 2016 zawodnik MHK Dubnica nad Váhom.
W młodości w barwach Czechosłowacji brał udział turnieju mistrzostw świata juniorów do lat 20 w 1991. Następnie został seniorskim reprezentantem Słowacji. Uczestniczył w turniejach Zimowych Igrzyskach Olimpijskich 1994, 1998 oraz mistrzostw świata w 1994 (Grupa C), 1995 (Grupa B), 1996, 1997, 1998 (Grupa A).

## Kariera trenerska
W listopadzie 2013 został asystentem trenera w macierzystym klubie HK Dukla Trenczyn. Funkcję pełnił w sezonach 2013/2014 i 2014/2015.

## Sukcesy
Reprezentacyjne
- Brązowy medal mistrzostw świata juniorów do lat 20: 1991 z Czechosłowacją
- Awans do MŚ Grupy B: 1994 ze Słowacją
- Awans do MŚ Grupy A: 1995 ze Słowacją

Klubowe
- Srebrny medal mistrzostw Czechosłowacji: 1990 z Duklą Trenczyn
- Złoty medal mistrzostw Czechosłowacji: 1992 z Duklą Trenczyn
- Brązowy medal mistrzostw Czechosłowacji: 1991, 1993 z Duklą Trenczyn
- Złoty medal mistrzostw Słowacji: 1994, 1997 z Duklą Trenczyn, 2005 ze Slovanem Bratysława
- Srebrny medal mistrzostw Słowacji: 1995, 1996 z Duklą Trenczyn
- Brązowy medal mistrzostw Słowacji: 1993 z Duklą Trenczyn, 2003 z HKm Zwoleń, 2004 ze Slovanem Bratysława
- Puchar Tatrzański: 1996 z Duklą Trenczyn
- Brązowy mistrzostw Czech: 1999 z Oceláři Trzyniec
- Puchar Kontynentalny: 2004 ze Slovanem Bratysława
- Brązowy medal mistrzostw Polski: 2013 z GKS Tychy
- Złoty medal 2. ligi słowackiej: 2017 z MHK Dubnica nad Váhom